# Зельонка (гміна Цекцин)
Зельонка (пол. Zielonka) — село в Польщі, у гміні Цекцин Тухольського повіту Куявсько-Поморського воєводства.
Населення — 317 осіб (2011).
У 1975-1998 роках село належало до Бидгощського воєводства.

## Демографія
Демографічна структура станом на 31 березня 2011 року:
|          | Загалом | Допрацездатний вік | Працездатний вік | Постпрацездатний вік |
| -------- | ------- | ------------------ | ---------------- | -------------------- |
| Чоловіки | 158     | 38                 | 104              | 16                   |
| Жінки    | 159     | 36                 | 85               | 38                   |
| Разом    | 317     | 74                 | 189              | 54                   |